# Щърково (дем Преспа)
 Тази статия е за селото в Гърция.  За селото в България вижте Щърково.  
Щъ̀рково (произношение в местния говор Стъ̀ркоо, (на гръцки: Πλατύ, Плати, до 1927 година Στύρκοβα, Стиркова) е село в Република Гърция, в дем Преспа, област Западна Македония със 108 жители (2001).

## География
Селото е разположено на 39 километра северозападно от град Лерин (Флорина) в подножието на планината Бела вода близо до Малкото Преспанско езеро.

## История

### В Османската империя
Селото се споменава в османски дефтер от 1530 година под името Листиркова, хас на падишаха, с 49 ханета гяури, 53 ергени гяури и 2 вдовици гяурки. Църквата „Свето Преображение Господне“ („Свети Николай“) е от 1591 година.
В XV век в Щърково са отбелязани поименно 100 глави на домакинства. В началото на XX век Щърково е чисто българско село в Битолска каза. Според статистиката на Васил Кънчов („Македония. Етнография и статистика“) в 1900 година в селото живеят 160 българи християни.
На Етнографската карта на Битолския вилает на Картографския институт в София от 1901 година Щърково е чисто българско село в Битолската каза на Битолския санджак с 32 къщи.
След Илинденското въстание през 1904 година цялото село минава под върховенството на Българската екзархия. По данни на секретаря на екзархията Димитър Мишев („La Macédoine et sa Population Chrétienne“) в 1905 година в Щърково (Chtarkovo) има 176 българи екзархисти.

### В Гърция
През Балканската война в селото влизат гръцки части, а след Междусъюзническата война Щърково попада в Гърция. В 1927 година селото е прекръстено на Плати.
| Име              | Име        | Ново име  | Ново име   | Описание                                 |
| ---------------- | ---------- | --------- | ---------- | ---------------------------------------- |
| Бигла или Бигала | Μπίγκαλα   | Катафигиу | Καταφύγιου | местност в Корбец на И от Щърково        |
| Рамна нива       | Ράμνα Νίβα | Рахи      | Ράχη       | връх в Корбец на ССИ от Щърково (1418 m) |

## Личности
Починали в Щърково
- Георги Трайков Георгиадис (? – 1949), гръцки комунист, деец на ЕПОН, войник на ДАГ, загива в битката на Грамос в 1949 година[15]
- Гоче Трайков, български революционер от ВМОРО, войвода на чета в Долна Преспа през 1911 година[16]
- Иван Кафеджията (? – 1903), български революционер, войвода на ВМОРО
- Спиро Преспанчето (? – 1903, Спирос Параскеваидис), български харамия и революционер
- Трайко, български революционер от ВМОРО, участник в Илинденското въстание, войник на ДАГ, загинал в Гражданската война, баща на Георги Трайков[15]
- Яне Пандов Костовски – Георгиади (1930 – 1948), гръцки комунист; семейството му участва в Съпротивата; след Споразумението от Варкиза баща му и чичовците му са арестувани; баща му е избран за кмет на Щърково; Яне става член на ЕПОН и учител по „македонски език“; в 1948 година е доброволец в ДАГ, загива през лятото в битката на Дъмбенската планина; през декември загива и баща му Пандо[17]

Местен комитет на „Охрана“
- Никола Георгиев – командир
- Иван Стафилов
- Михаил Георгиев
- Иван Савов